# Littlest Things
"Littlest Things" je treći singl skinut s debitantskog albuma Alright, Still britanske kantautorice Lily Allen, te je pjesma ostala zabilježena kao njen najveći hit u Aziji.

## O pjesmi
Pjesma je postala veliki hit osobito u Aziji gdje je dosegla visoka mjesta na većini top lista (bila je 70 najbolja pjesma u 2007. godini). U Argentini je pjesma dosegla broj 1, a u Ujednjenom Kraljevstvu (gdje pjesma službeno nije objavljena) broj 21 zahvaljujući njenim obožavateljima. B-strana pjesme je "U Killed It" što je studijska verzija njene demopjesme "Sunday Morning".

## Videospot
Video počinje scenom čovjeka koji svira piano, te zatim se kroz crno-bijelu kameru prikazuje scena gdje Lily uči kraj bandere. Tamo ona počne pjevati i vidi svog dečka i sebe kako se ljube, te se prikaže Lilyno sjećanje gdje zajepno plešu. Ta se scena zamrzne i prikažu se kroz srce, te kasnije kroz sve više prozora, nakon čega se Lily gleda u zrcalu. Nekoliko scena se ponovi, te se prikaže Lily kako pjeva. Na kraju videa se udalji iz crno-bijele kamere i ponovno se prikaže Lily kraj bandere.

## Top liste
| Top liste (2006.)      | Najviša pozicija |
| ---------------------- | ---------------- |
| Belgija (Valonija)     | 53               |
| Ujedinjeno Kraljevstvo | 21               |